# Ganímedes (satélite)
Ganímedes o Ganimedes (del griego Γανυμήδης) es un satélite natural de Júpiter que destaca por ser el más grande de todos los que orbitan este planeta, así como el más grande del sistema solar en su conjunto; además de ser el único que tiene campo magnético. En orden de distancia a Júpiter, es el séptimo más cercano y el tercero de los galileanos, el primer grupo de astros descubiertos que orbitan alrededor de un planeta. Completa su órbita en aproximadamente siete días y mantiene una resonancia orbital con Ío y Europa de 1:2:4. Su diámetro es de 5.268 km, un 8 % mayor que el de Mercurio, aunque solo representa el 45 % de su masa. Es un 2 % mayor que Titán, el segundo satélite natural más grande, y el doble de masivo que la Luna. En términos absolutos, es el noveno astro más grande del sistema solar y el mayor que no posee una atmósfera significativa.
Ganímedes se compone de silicatos y hielo de agua en cantidades aproximadamente iguales. Es un objeto diferenciado con un núcleo fundido rico en hierro y un océano interno que puede poseer más agua que todos los océanos de la Tierra juntos. Su superficie está constituida por dos tipos diferentes de terrenos: oscuros y claros. Las regiones oscuras, saturadas de cráteres de impacto y formadas hace cuatro mil millones de años, cubren alrededor de un tercio del satélite. El resto de la superficie está ocupado por regiones claras, áreas cortadas por amplios surcos y crestas, y solo un poco menos antiguas. Las causas geológicas de la perturbación que los originó no se conocen del todo, pero los terrenos claros son quizá el resultado de la actividad tectónica provocada por el calentamiento de marea.
Probablemente el campo magnético de Ganímedes es producto de movimientos de convección dentro del núcleo de hierro fundido. Su escasa fuerza está oculta dentro del mucho más potente campo magnético de Júpiter y solo se mostraría como una perturbación local de las líneas de campo. El satélite tiene una delgada atmósfera de oxígeno que incluye ozono y oxígeno atómico y molecular. El hidrógeno atómico es un componente atmosférico menor. Está sin resolver si el satélite tiene una ionosfera asociada a la atmósfera.
El descubrimiento de Ganímedes se atribuye a Galileo, quien fue el primero en observarlo el 7 de enero de 1610. Su nombre fue sugerido por el astrónomo Simon Marius poco después del descubrimiento y hace referencia a Ganimedes, el copero de los dioses y amante de Zeus. Comenzando con la Pioneer 10, varias sondas espaciales han examinado el satélite de cerca. Las Voyager refinaron los valores de sus características físicas, mientras que la Galileo descubrió su océano subterráneo y su campo magnético. La Agencia Espacial Europea (ESA) lanzó en 2023 una misión al sistema joviano —Jupiter Icy Moon Explorer (JUICE)—. Se prevé la llegada para 2031 y tras varios sobrevuelos de los tres satélites galileanos helados, está previsto que la sonda entre en órbita alrededor de Ganímedes en 2034.

## Historia

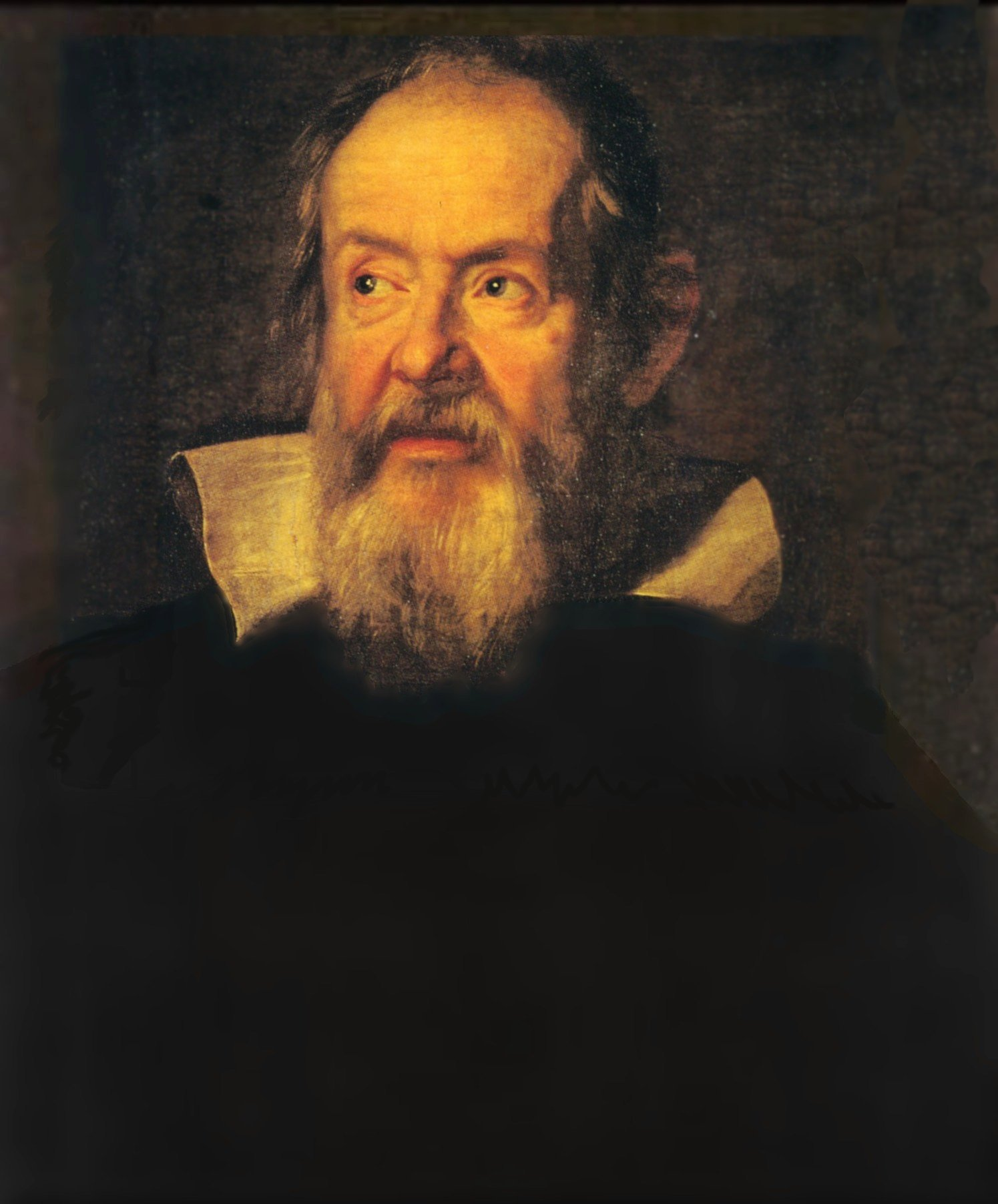
Galileo Galilei, descubridor de los cuatro satélites mayores de Júpiter. Retrato de Justus Sustermans.

### Descubrimiento y denominación
El 7 de enero de 1610 Galileo observó cerca de Júpiter lo que parecían «tres estrellas fijas, totalmente invisibles por su pequeño tamaño», según anotó en su diario, que después resultaron ser Ganímedes, Calisto y un objeto producto de la luz combinada de Ío y Europa. A la noche siguiente, se dio cuenta de que se habían movido. El 13 de enero vio las cuatro «estrellas» al mismo tiempo por primera vez, aunque había visto cada una al menos una vez antes de esa noche. El 15 de enero llegó a la conclusión de que las estrellas eran en realidad satélites que giraban alrededor de Júpiter. Reclamó entonces el derecho a nombrarlos y, tras considerar primero estrellas de Cosme (en honor a su benefactor Cosme II de Medici, Gran Duque de Toscana), escogió estrellas mediceas.
El astrónomo francés Nicolas-Claude Fabri de Peiresc sugirió nombres individuales para cada satélite a partir de miembros de la familia Médici, pero ni esta y ni la propuesta de Galileo fueron aceptadas por otros astrónomos. En 1614 el alemán Simon Marius, quien también aseguraba haber descubierto los satélites (e incluso antes que Galileo), propuso llamarlo «Ganímedes» a partir de una sugerencia de Johannes Kepler: «(...) Luego estaba Ganímedes, el apuesto hijo del rey Tros, a quien Júpiter, después de haber tomado la forma de un águila, transportó al cielo sobre la espalda como fabulosamente dicen los poetas (...) el tercero, a causa de la majestad de su luz, Ganímedes», después de haber descartado otras posibilidades.
Este nombre, y los propuestos para el resto de satélites galileanos, tampoco obtuvo el favor de la comunidad astronómica. Durante los siglos siguientes a su descubrimiento, la mayoría de los astrónomos lo llamaban por su número romano, Júpiter III (a partir del sistema introducido por Galileo). Tras el descubrimiento de los satélites saturnianos, se empezó a utilizar la nomenclatura que Kepler y Marius propusieron para los satélites jovianos que se volvió de uso común a partir de mediados del siglo XX. Los cuatro satélites mayores de Júpiter también se conocen como satélites galileanos. Ganimedes es el único que ha recibido un nombre masculino.

## Características físicas

### Superficie

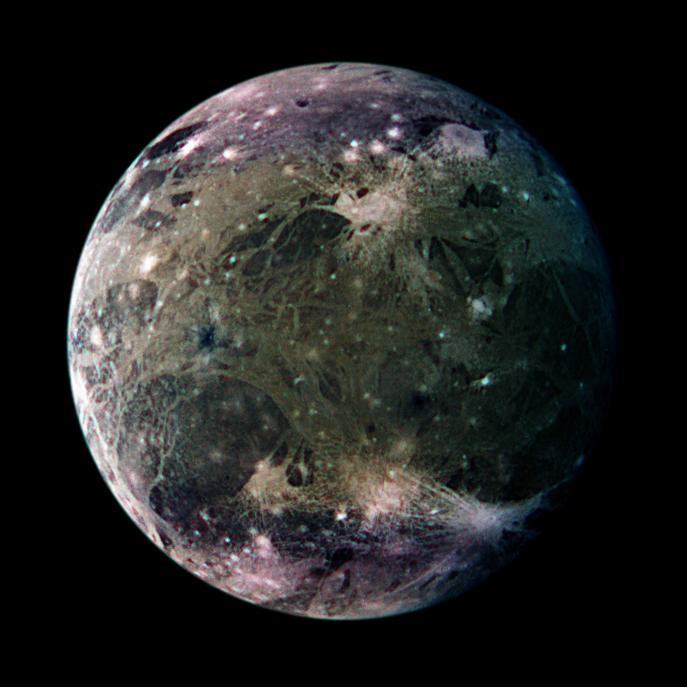
Fotografía del lado oculto de Ganímedes tomada el 29 de marzo de 1998 a casi un millón de kilómetros por la sonda Galileo. Los colores se han mejorado para resaltar las diferencias, lo que revela la presencia de casquetes polares y dos tipos de terrenos predominantes: uno brillante y estriado y otro más antiguo y con surcos oscuros. Se aprecian muchos cráteres de hasta varias decenas de kilómetros.

Ganímedes está compuesto de silicatos y hielo, con una corteza de hielo que flota encima de un fangoso manto que puede contener una capa de agua líquida. Las indicaciones preliminares de la nave orbital Galileo sugieren que Ganímedes tiene una estructura diferenciada en tres capas: un pequeño núcleo de hierro fundido o de hierro y azufre en el centro, rodeado por un manto de sílice rocoso con una corteza helada en lo más exterior. Este centro metálico hace pensar en un mayor grado de calentamiento de Ganímedes de lo que se había propuesto previamente. De hecho, Ganímedes puede ser similar a Ío con una capa exterior adicional de hielo.

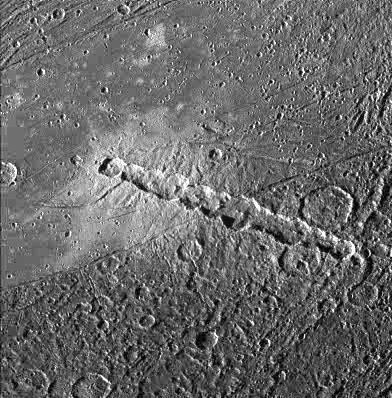
Una cadena de cráteres en Ganimedes, probablemente causada en un evento de impacto similar al SL9.

La superficie de Ganímedes es una mezcla aproximadamente igual de dos tipos de terreno: uno muy viejo, muy craterizado, y las regiones oscuras y algo más jóvenes (aunque todavía viejas) marcadas con una serie extensa de ranuras y anillos de origen claramente tectónico.
La corteza de Ganímedes parece estar dividida en algunas placas tectónicas, como la de la Tierra. Las placas tectónicas pueden moverse independientemente y actuar a lo largo de zonas de fractura que dan lugar a las cordilleras. También se han observado flujos de lava (ya solidificada). En este aspecto, Ganímedes puede ser más similar a la Tierra que cualquiera de los planetas Venus o Marte (aunque no hay ninguna evidencia de actividad tectónica reciente). Se observan terrenos con ranuras y anillos similares a los que se ven en los satélites Encélado, Miranda y Ariel. Las regiones oscuras son similares a la superficie de Calisto.
Muchos cráteres de impacto se ven en ambos tipos de terreno. La densidad de craterización indica una edad de 3 a 3,5 mil millones de años, similar a la de la Luna. También hay cráteres relativamente jóvenes que tienen rayos de eyección. Al contrario que en la Luna, sin embargo, los cráteres de Ganímedes son bastante llanos, faltando las montañas del anillo y las depresiones centrales comunes a los cráteres en la Luna y Mercurio. Esto es probablemente debido a la naturaleza relativamente débil de la helada corteza de Ganímedes que puede fluir durante mucho tiempo geológico y por eso desaparecen.
El rasgo más grande en Ganímedes es una llanura oscura llamada Galileo Regio, así como una serie de anillos concéntricos que son remanentes de un cráter de impacto antiguo, aunque se encuentra muy borrado por la actividad geológica subsecuente.
El telescopio espacial Hubble ha encontrado evidencias de oxígeno en una tenue atmósfera en Ganímedes , muy similar al encontrado en Europa. El oxígeno se produce cuando la radiación que baña el hielo superficial de Ganímedes lo descompone en hidrógeno y oxígeno, y el primero se pierde en el espacio por su baja masa atómica.

Interior de Ganímedes.

Los primeros sobrevuelos de Ganímedes de la nave Galileo descubrieron que el satélite tiene su propia magnetosfera. Probablemente se genera de un modo similar a la magnetósfera de la Tierra: es decir, resulta del movimiento de material conductivo en su interior. Se cree que puede existir una capa de agua líquida con una alta concentración de sal.

### Interior
- El núcleo interior está compuesto de hierro.
- El núcleo exterior está compuesto de silicato.
- El manto está compuesto de hielo y agua líquida.[26]

## Ganímedes en la ficción
Debido al interés que suscita Ganímedes como el satélite natural más grande del sistema solar, ha sido elegida como un lugar significativo para el argumento de diversas obras de autores de ficción, notablemente de ciencia ficción. Ejemplos significativos son:
- Navidad en Ganímedes (1940), relato corto de Isaac Asimov (EE. UU.).
- El granjero de las estrellas (1950), de Robert A. Heinlein (EE. UU.).
- The Snows of Ganymede (1954), novela de Poul Anderson (EE. UU.).
- Yo visité Ganímedes (1972) y Mi preparación para Ganímedes (1975), obras de José Rosciano (Perú).
- Buddy Holly está vivo y sano en Ganímedes (1992), de Bradley Denton (EE. UU.).
- The Expanse (serie de novelas), de James S.A. Corey (pseudónimo de Daniel Abraham y Ty Franck, ambos de EE. UU.).

Además de tema central, Ganímedes es mencionado puntualmente en multitud de obras más, tanto en libros, como en cine y televisión.